# Dugommier (métro de Paris)
Pour les articles homonymes, voir Dugommier.
« Charenton (métro de Paris) » redirige ici. Pour les stations du métro de Paris situées sur la commune de Charenton-le-Pont, voir Charenton - Écoles (métro de Paris) et Liberté (métro de Paris).
Dugommier est une station de la ligne 6 du métro de Paris, située dans le 12e arrondissement de Paris.

## Situation
La station est implantée à la limite administrative entre le quartier de Picpus à l'est et le quartier de Bercy à l'ouest. Elle se trouve sous le boulevard de Reuilly à l'est de sa jonction avec le boulevard de Bercy, laquelle se trouve à l'intersection avec la rue de Charenton. Orientée selon un axe est-ouest, elle s'intercale entre les stations Bercy et Daumesnil (la première étant précédée d'une voie d'évitement puis d'un raccordement de service avec la ligne 14, lesquels s'embranchent respectivement en pointe et en talon sur la voie en direction de Charles de Gaulle - Étoile).

## Histoire
La station est ouverte le 1er mars 1909 avec la mise en service du premier tronçon de la ligne 6 entre Place d'Italie et son terminus oriental actuel de Nation.
Elle doit sa dénomination initiale de Charenton à sa proximité avec la rue éponyme, laquelle conduisait originellement au village de Charenton (actuelle commune de Charenton-le-Pont).
Le 12 juillet 1939, probablement pour éviter des confusions du fait du prolongement (en construction à cette date) de la ligne 8 depuis Porte de Charenton jusqu'à Charenton - Écoles, la station change de nom au profit de Dugommier, afin de souligner sa proximité avec la rue Dugommier qui rend hommage à Jacques François Dugommier (1738-1794), général de la Révolution française.
La station est ainsi la dernière sur une série de cinq sur le réseau à avoir vu son toponyme inaugural intégré au nom d'une station plus récente, après Saint-Placide (ligne 4), George V (ligne 1), Picpus (ligne 6) et Avenue Émile-Zola (ligne 10), qui ont respectivement cédé leur dénomination d'origine aux stations Vaugirard (ligne 12), Alma - Marceau (ligne 9), Saint-Mandé (ligne 1) et Commerce (ligne 8).
Une correspondance par la voie publique était possible avec l'ancienne gare de Reuilly, sur la ligne de Paris-Bastille à Marles-en-Brie, dite ligne de Vincennes, jusqu'à la fermeture de la section entre la gare de la Bastille et la gare de Saint-Mandé le 14 décembre 1969, lors de la création du Métro régional (embryon de l'actuelle ligne A du RER) qui aboutissait alors à la nouvelle gare de Nation. La gare de Reuilly était également accessible depuis la station Daumesnil (lignes 6 et 8), toujours par la voirie.
Dans le cadre du programme « Renouveau du métro » de la RATP, les couloirs de la station et l'éclairage des quais sont rénovés le 29 novembre 2002.

### Fréquentation
Selon les estimations de la RATP, la station a vu entrer 2 579 556 voyageurs en 2019, ce qui la place à la 202e position des stations de métro pour sa fréquentation sur 302,. En 2020, avec la crise du Covid-19, son trafic annuel tombe à 1 200 589 voyageurs, la reléguant alors au 217e rang, avant de remonter progressivement en 2021 avec 1 725 412 entrants comptabilisés, ce qui la classe à la 204e position des stations du réseau pour sa fréquentation cette année-là.

## Services aux voyageurs

### Accès
La station dispose d'un unique accès intitulé « Boulevard de Reuilly », constitué d'un escalier fixe agrémenté d'un mât avec un « M » jaune inscrit dans un cercle ainsi que d'une balustrade en fer forgé dans le style Dervaux des années 1930, débouchant au droit du no 1 du boulevard précité, entre la rue de Charenton à l'ouest et l'amorce des rues Dugommier et Dubrunfaut à l'est.

Accès à la station
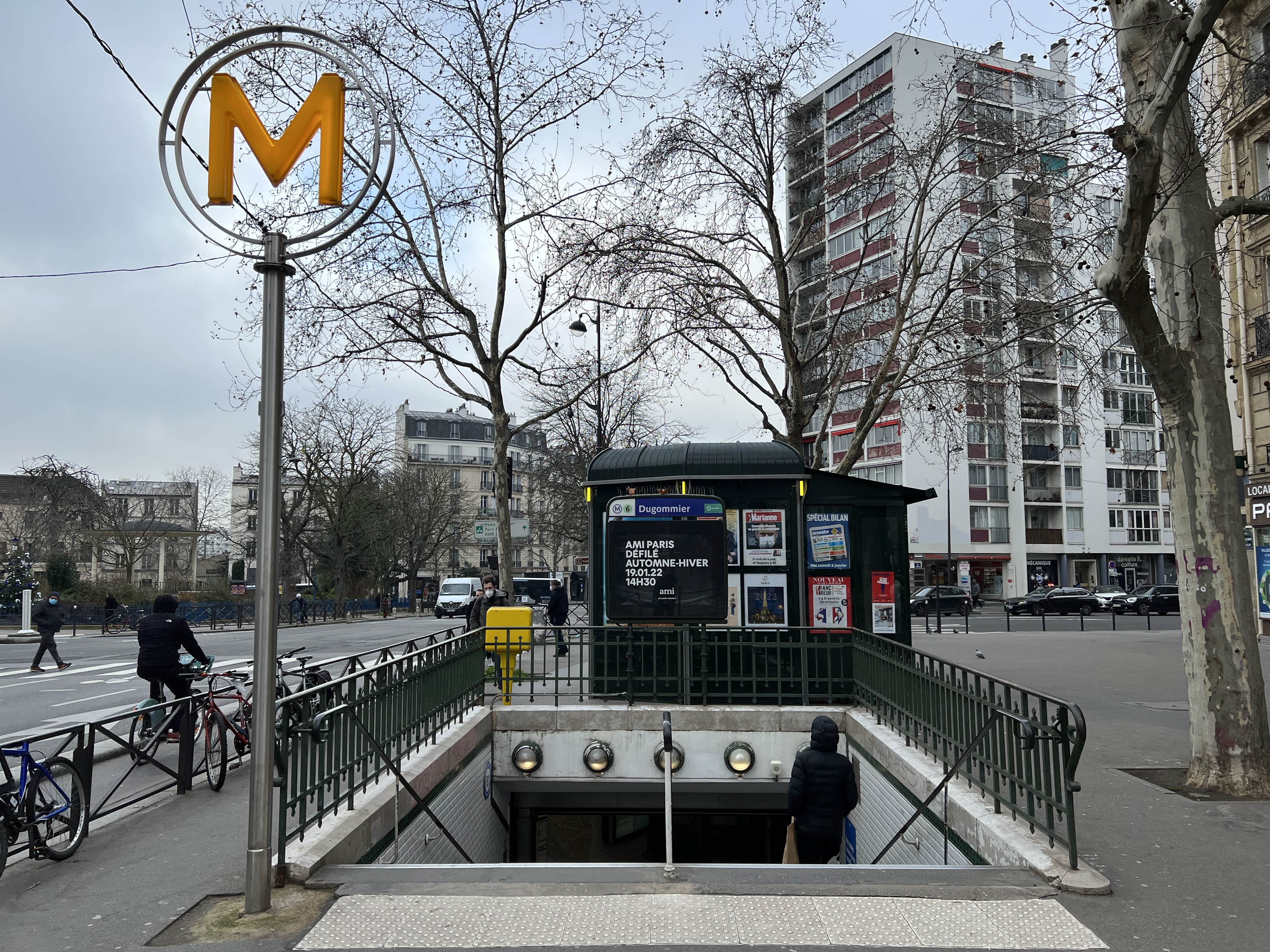
Vue frontale de l'unique accès à la station.
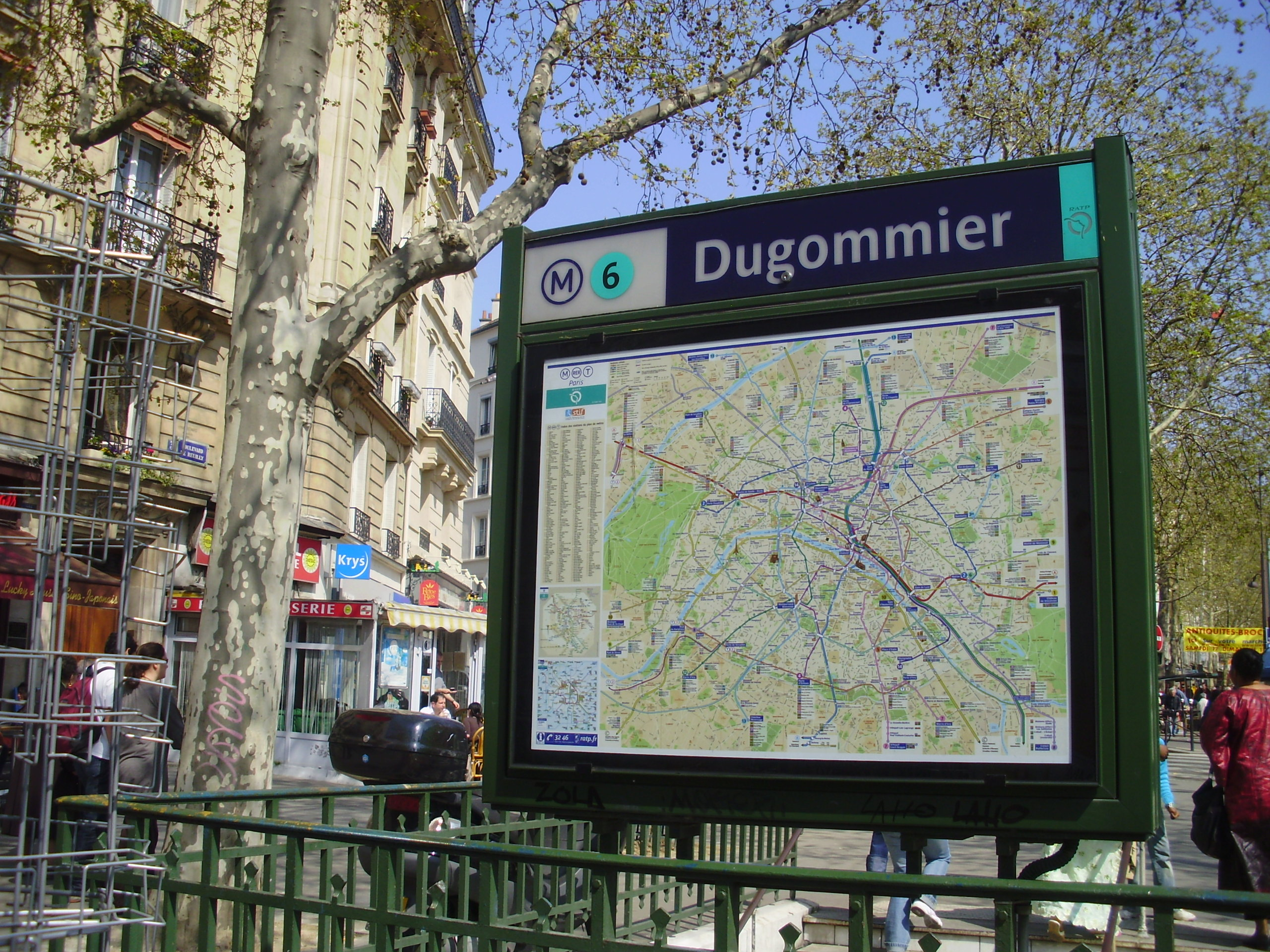
Le porte-plan à l'arrière de l'entrée, en 2010.

### Quais
Dugommier est une station de configuration standard pour le métro de Paris : elle possède deux quais, d'une longueur conventionnelle de 75 mètres, séparés par les voies du métro situées au centre et la voûte est elliptique. La décoration est du style utilisé pour la majorité des stations du métro : les bandeaux d'éclairage sont blancs et arrondis dans le style « Gaudin » du renouveau du métro des années 2000, et les carreaux en céramique blancs biseautés recouvrent les piédroits ainsi que les tympans, tandis que la voûte est simplement peinte en blanc. Les cadres publicitaires sont métalliques et le nom de la station est inscrit en police de caractères Parisine sur des plaques émaillées. Les sièges sont de style « Motte » de couleur verte.
Les contremarches d'escaliers menant aux quais sont carrelées, de même que le périmètre des quais et les emplacements sous les sièges, en blanc cassé ou en beige selon les surfaces, comme dans plusieurs autres stations de la ligne 6.

Quais de la station
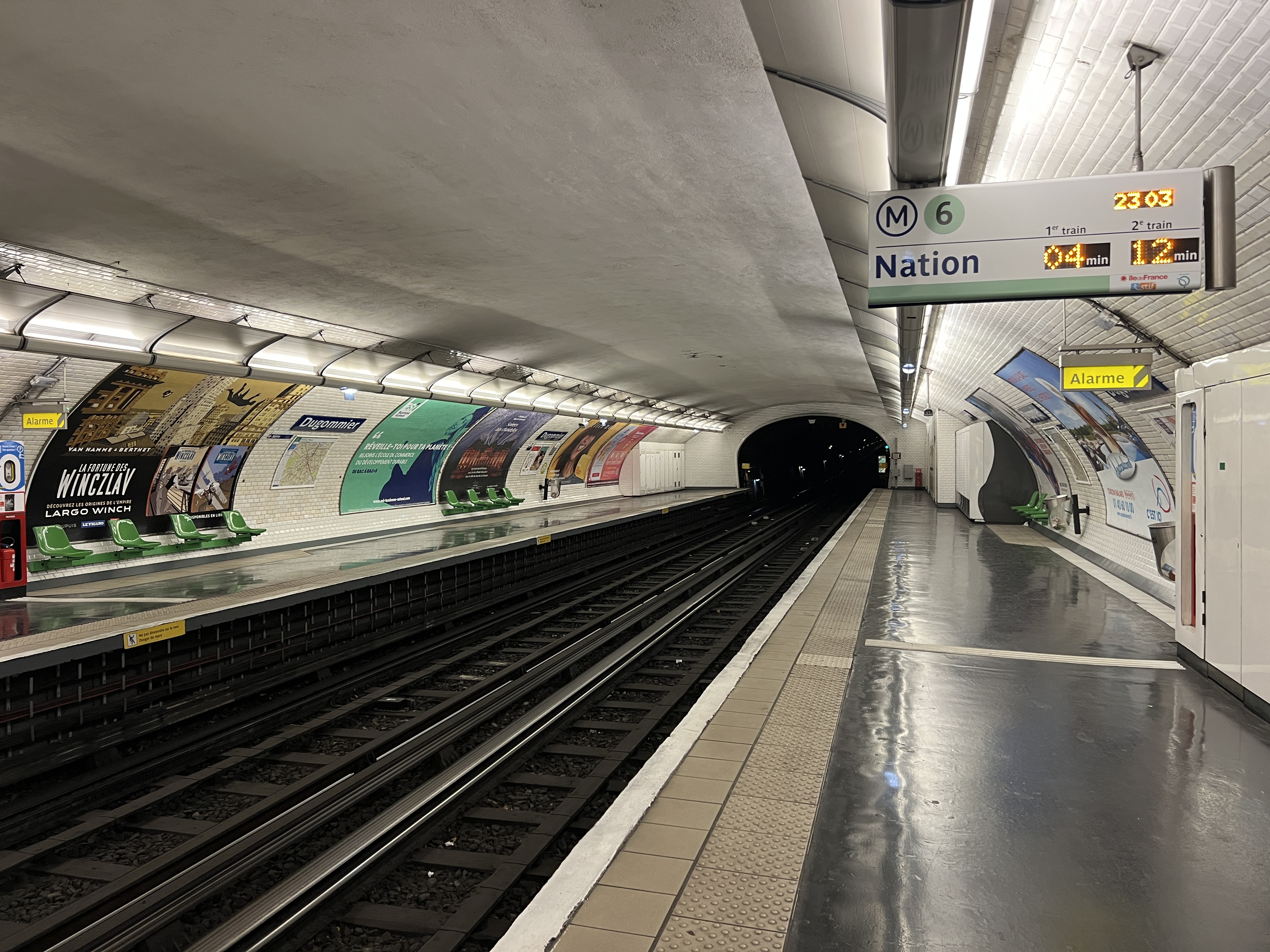
Vue d'ensemble des quais en direction de Nation.
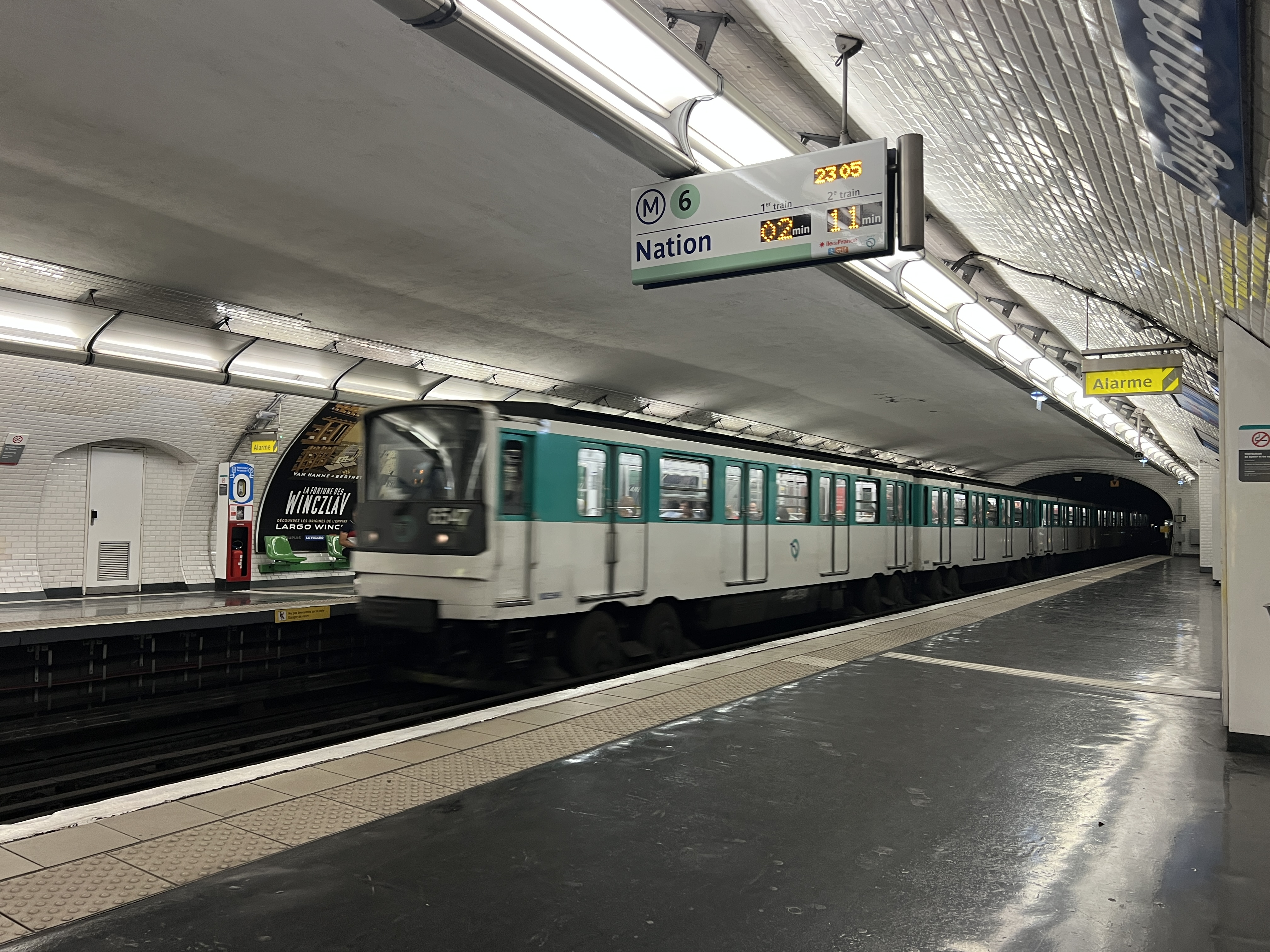
Entrée d'une rame MP 73 pour Charles de Gaulle - Étoile.
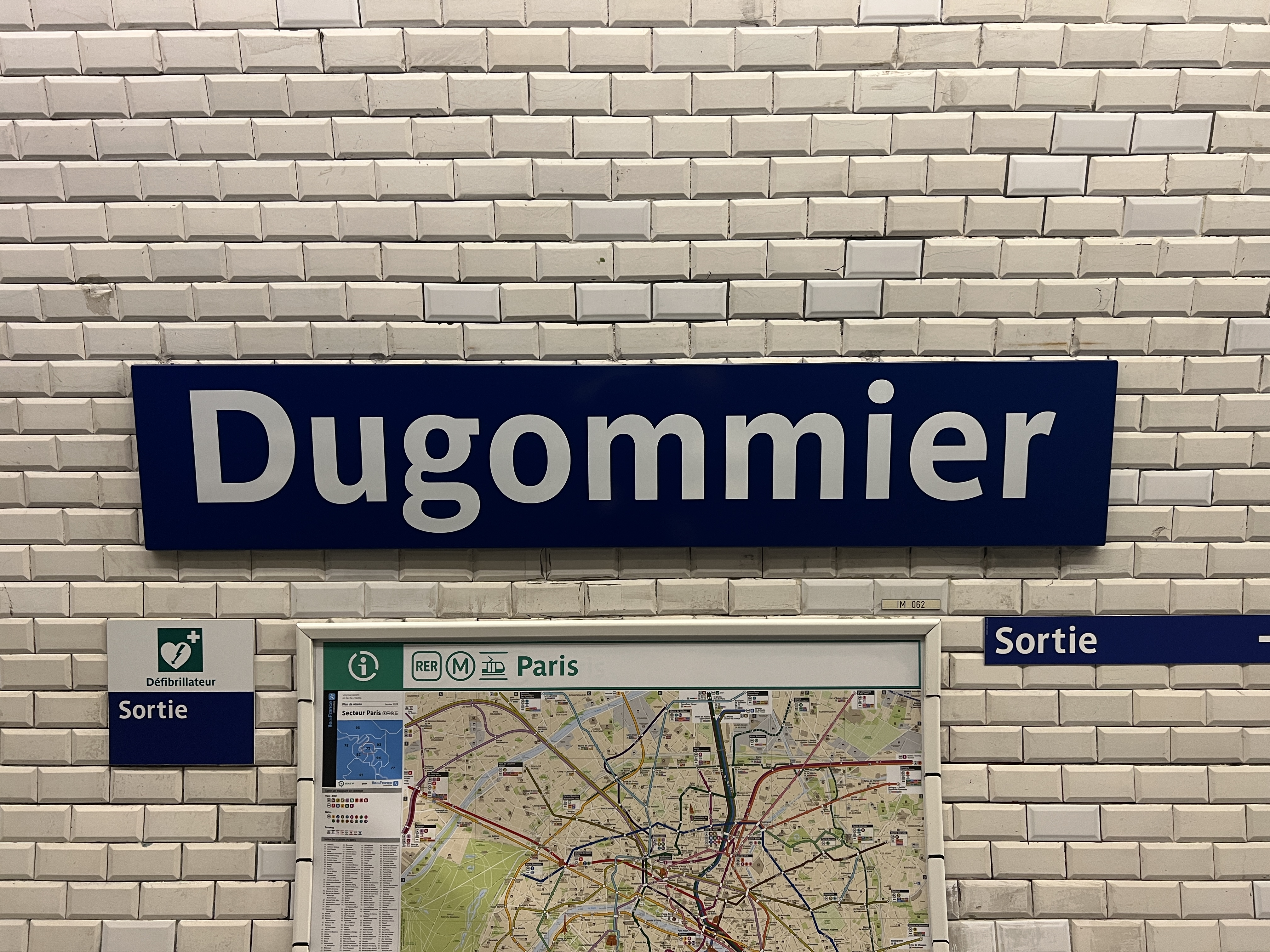
Plaque émaillée indiquant le nom de la station.

### Intermodalité
La station est desservie par les lignes 71, 77, 87 et 215 du réseau de bus RATP.

## À proximité
- Square Jean-Morin
- Mairie du 12e arrondissement
- Coulée verte René-Dumont
- Jardin de Reuilly - Paul-Pernin
- Jardin de la Gare-de-Reuilly - Julien Lauprêtre
  - Ancienne gare de Reuilly
- Église Notre-Dame-de-la-Nativité de Bercy